# Demain j'aurai vingt ans
Demain j'aurai vingt ans est un roman de l’écrivain franco-congolais Alain Mabanckou. Paru en 2010, il marque l’entrée de l’auteur dans la prestigieuse collection Blanche des éditions Gallimard. Ce roman a été couronné par le prix Georges Brassens 2010 et réédité en 2012 dans la collection Folio (Gallimard), avec une préface inédite du prix Nobel de littérature J. M. G. Le Clézio qui souligne au sujet de Michel, l'enfant narrateur du roman : 
« Gageons que le petit Michel rejoindra durablement, dans notre mémoire romanesque, le Holden Caulfield de L'Attrape-cœurs, de J. D. Salinger, ou l'inoubliable Mille Milles dans Le Nez qui voque, de Réjean Ducharme. »

## Résumé
Largement autobiographique, Demain j’aurai vingt ans est une peinture du Congo des années 1970-1980, avec en toile de fond la vague du communisme qui déferle sur plusieurs nations du continent noir au lendemain des Indépendances. Dans ces turbulences, quelle peut-être la place d’une famille ordinaire comme celle du narrateur Michel, qui a une dizaine d’années ? Le gamin regarde dans le détail la vie quotidienne. Son père adoptif est polygame : il a deux mères, maman Pauline, la mère biologique ; et maman Martine. C'est aussi la période de La Voix de l'Amérique qui distille sur les ondes les informations sur le Chah d'Iran, Idi Amin Dada, l'ayatollah Khomeini, la guerre en Angola etc. Un hommage est rendu à la littérature, mais aussi à la musique, avec notamment l'ombre de Georges Brassens et sa célèbre chanson Auprès de mon arbre que le narrateur écoute presque en boucle bien malgré lui.
La tendresse de la voix du narrateur cache une douleur interne, celle qui traverse tout le livre : l’enfance d'un fils unique dont la mère n'aura cessé de chercher toute sa vie à avoir un autre enfant. La trame du roman tient sur la quête d'une clé supposée ouvrir le ventre de cette mère afin de permettre à un autre enfant de voir le jour. Vraisemblablement, c'est le petit Michel qui détient cette clé, qu'il aurait cachée quelque part après avoir verrouillé à double tour la porte au moment où il sortait lui-même du ventre de sa mère...

## Traductions
Demain j'aurai vingt ans est traduit dans les langues suivantes :
- En anglais : Tomorrow I will be twenty Years Old, Serpent's Tail, Londres, UK (parution en mai 2013) 352 p.  (ISBN 978-1846685842)
- En espagnol : Mañana cumpliré veinte años, El Aleph Editores, Barcelone, Espagne, 2011, 392 p.  (ISBN 978-8415325048)
- En polonais : Jutro skończę dwadzieścia lat, Karakter, Cracovie, 2012, 352 p.  (ISBN 978-83-62376-15-5)
- En italien : Domani avrò vent'anni, 66th and 2nd, Roma, Italy, 2011, 336p.  (ISBN 978-8896538234)
- En norvégien : I morgen blir jeg tjue, Bokvennen, Stockholm, 2012, 328p.  (ISBN 978-82-7488-272-0)
- En grec : Αύριο γίνομαι είκοσι χρονών, Εξάντας, Αθήνα, 2014, 348p.  (ISBN 978-960-256-717-3)
- En allemand: Morgen werde ich zwanzig, Liebeskind, München, 2015, 368p.  (ISBN 978-3-95438-040-4)

## Éditions
- Gallimard, coll. « Blanche », 2010  (ISBN 978-2-07-012962-1)
- En livre audio. Lu par l'auteur. Gallimard, coll. « Écoutez Lire », 2 CD, 2010  (ISBN 978-2070129720)
- Le Grand Livre du Mois (Le Club), 2010  (ISBN 978-2286070878)
- En collection de poche, (avec une préface inédite de J. M. G. Le Clézio), Gallimard, coll. « Folio » no 5378, 2012  (ISBN 978-2070446230)